# Boisson alcoolisée
Pour les articles homonymes, voir Alcool.

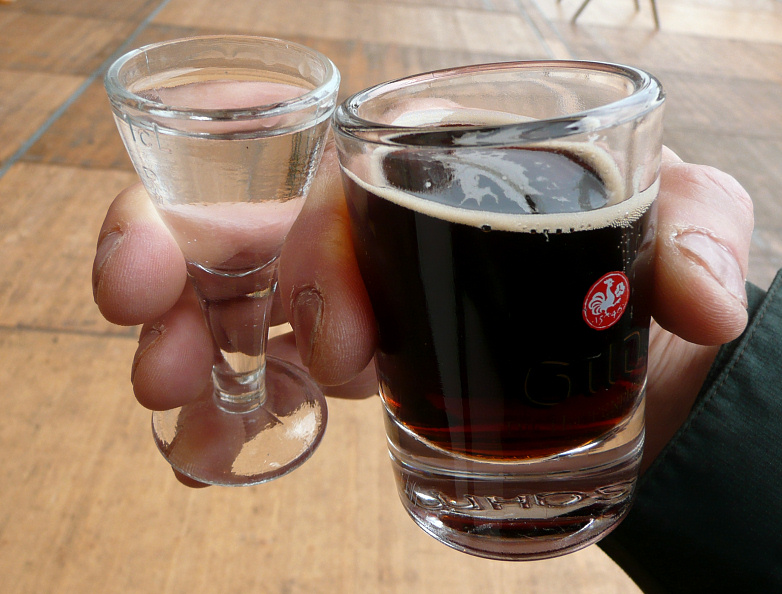
Deux verres de boissons alcoolisées.

Une boisson alcoolisée, ou boisson alcoolique, ou un alcool, est une boisson contenant de l'éthanol. Le vin, la bière et l'eau-de-vie sont des exemples de boissons alcoolisées. Le goût, mais aussi l'effet psychodysleptique de l'éthanol, peuvent participer à l'appétence pour ce type de boisson et motiver sa consommation. Celle-ci peut également être influencée par des facteurs sociaux tels qu'un contexte convivial offrant une disponibilité facile du produit, le mimétisme voire la pression de groupe, ou à l'inverse, la restriction voire l'illégalité de vente ou de consommation du produit. L'alcool est une drogue,, dont la consommation forte ou chronique peut dégénérer en addiction appelée alcoolisme. Contrairement à la croyance générale, toute consommation d'alcool, même à faible dose, constitue un facteur de mortalité précoce, et expose à de multiples risques pour la santé (selon l'Institut national de la santé et de la recherche médicale, elle est responsable de plus de 200 maladies et atteintes diverses) et contrairement à ce qui a longtemps été dit et répété, même une faible consommation d’alcool n’est pas bénéfique pour la santé. Une consommation sans modération présente, de surcroît, des risques — souvent graves, et parfois mortels — pour autrui, justifiant la mise en place de différentes formes de prévention, d'encadrement et de restrictions, qui varient selon les pays ou régions.
Après le tabac (dont il aggrave les dégâts et amplifie les risques), l'alcool est la « drogue récréative » qui occasionne la plus forte mortalité, dans le monde comme en France, figurant sur la liste des cancérogènes du groupe 1 du CIRC depuis 1988 et responsable de plusieurs millions de morts par an ainsi que de nombreuses maladies chroniques, incapacités durables et handicaps. La consommation d'alcool présente en effet une activité psychotrope, appelée ivresse ou intoxication alcoolique, un risque de dépendance, appelé alcoolisme ou alcoolodépendance, et de nombreux risques pour la santé, ainsi que de nombreux risques sociaux : violence, accidents de la route, etc. L'alcool est également un facteur majeur de violences sur enfants, de violences conjugales et notamment de violences envers les femmes,. En conséquence, la plupart des pays possèdent une législation réglementant la production, la vente et la consommation de ces boissons et certains vont même jusqu'à son interdiction totale. Une méta-analyse à très large échelle publiée en 2018 par The Lancet, basée sur les effets sur la santé de la consommation d'alcool chez 28 millions de personnes entre 1990 et 2016 a conclu que consommer de l'alcool est dangereux même à faible dose,.
Dans certains pays, les boissons alcoolisées sont toutefois très ancrées culturellement et constituent l'une des plus anciennes drogues récréatives dont la consommation est largement banalisée. Les producteurs de ces boissons et leurs lobbys défendent cette consommation, en contestant ou minimisant les dégâts. En France, en particulier, le lobby Vin et société conteste la qualification du vin comme une drogue, tente d'en dissocier l'image de celle des autres boissons alcoolisées, et parvient en 2015 à faire adopter un amendement législatif assouplissant la loi Évin, voire la détricotant selon certains opposants à l'amendement tels que l'ancienne ministre de la santé Marisol Touraine (PS) et la députée Audrey Dufeu (LREM).
L'exposition prénatale à l'alcool est une cause de handicap à vie pour l'enfant à naître. Pour cette raison, l'alcool est totalement proscrit pour les femmes enceintes ou ayant un projet immédiat de grossesse.

## Étymologie
Le mot "alcool" trouve ses origines dans la langue arabe, où il était appelé "al-kuḥl" (الكحل). À l'origine, ce terme faisait référence à un type de poudre utilisée comme antiseptique ou produit cosmétique. Par la suite, ce mot a été emprunté par les langues européennes, notamment le latin médiéval où il est devenu "alcohol" ou "alcoholis". En latin, le mot "alcohol" était utilisé pour désigner un produit chimique, et il a été plus tard associé à l'alcool éthylique, également connu sous le nom d'éthanol, qui est la forme d'alcool utilisée dans les boissons alcoolisées.

## Dénomination
Certains auteurs différencient les termes « alcoolisé » (quand l'alcool a été ajouté), et « alcoolique » (quand l'alcool est présent sans ajout (comme dans des eaux-de-vie),,,. Cette distinction n'est cependant pas d'usage établi, les termes « alcoolisé » et « alcoolique » pouvant signifier « qui contient de l'alcool » sans précision.

## Histoire
L'alcool a peut-être été découvert au Paléolithique de manière anecdotique au hasard d'une fermentation alcoolique spontanée d'aliments farineux ou sucrés. Cependant la maîtrise du processus de production intentionnelle, remonte sans doute à la fin du Néolithique lors de la sédentarisation de groupes humains.
En 2018, des archéologues pensent avoir mis au jour dans la grotte de Raqefet (sud de Haïfa dans le nord d'Israël), lieu de sépulture du Natoufien (12 500 - 10 000 av. J.-C.), le site préhistorique le plus ancien connu de production d'une boisson fermentée, proche de la bière mais moins alcoolisée, éventuellement cérémonielle, âgée d'environ 13 000 ans.
La littérature antique l'évoque fréquemment dans la vie sociale des hommes avec comme première référence la bière en Mésopotamie. Dans l'Antiquité, le culte de Dionysos/Bacchus est répandu en Grèce et à Rome. L'alcool aurait eu un usage sacré, conduisant notamment à l'extase mystique, usage repris par les chrétiens dans le symbole du sang du Christ. « La coupe » contenant du vin est censée renfermer la divinité. Selon le récit biblique, « Noé planta la vigne et s'enivra » (Genèse 9. 20).

## Chimie
En chimie, le terme alcool désigne l'ensemble des composés organiques dans lesquels un groupe hydroxyle (-OH) est lié à un atome de carbone, qui à son tour est relié à d'autres atomes de carbone ou d'hydrogène. D'autres alcools tel que le propylène glycol et les polyols peuvent être présents de façon courante dans la nourriture et les boissons, mais cela ne fait pas d'eux des produits alcoolisés. Le méthanol (un seul carbone), le propanol (trois carbones), et le butanol (quatre carbones) sont tous des alcools très courants, mais aucun d'eux ne peut être consommé car ils sont toxiques.
L'alcool éthylique ou éthanol (CH3CH2OH) que l'on boit, est un liquide transparent et incolore ; il est presque toujours produit par fermentation alcoolique - la voie métabolique des glucides de certaines espèces de levures en l'absence d'oxygène.
Les boissons alcoolisées avec une concentration supérieure à 40 % du volume sont facilement inflammables.

## Fabrication

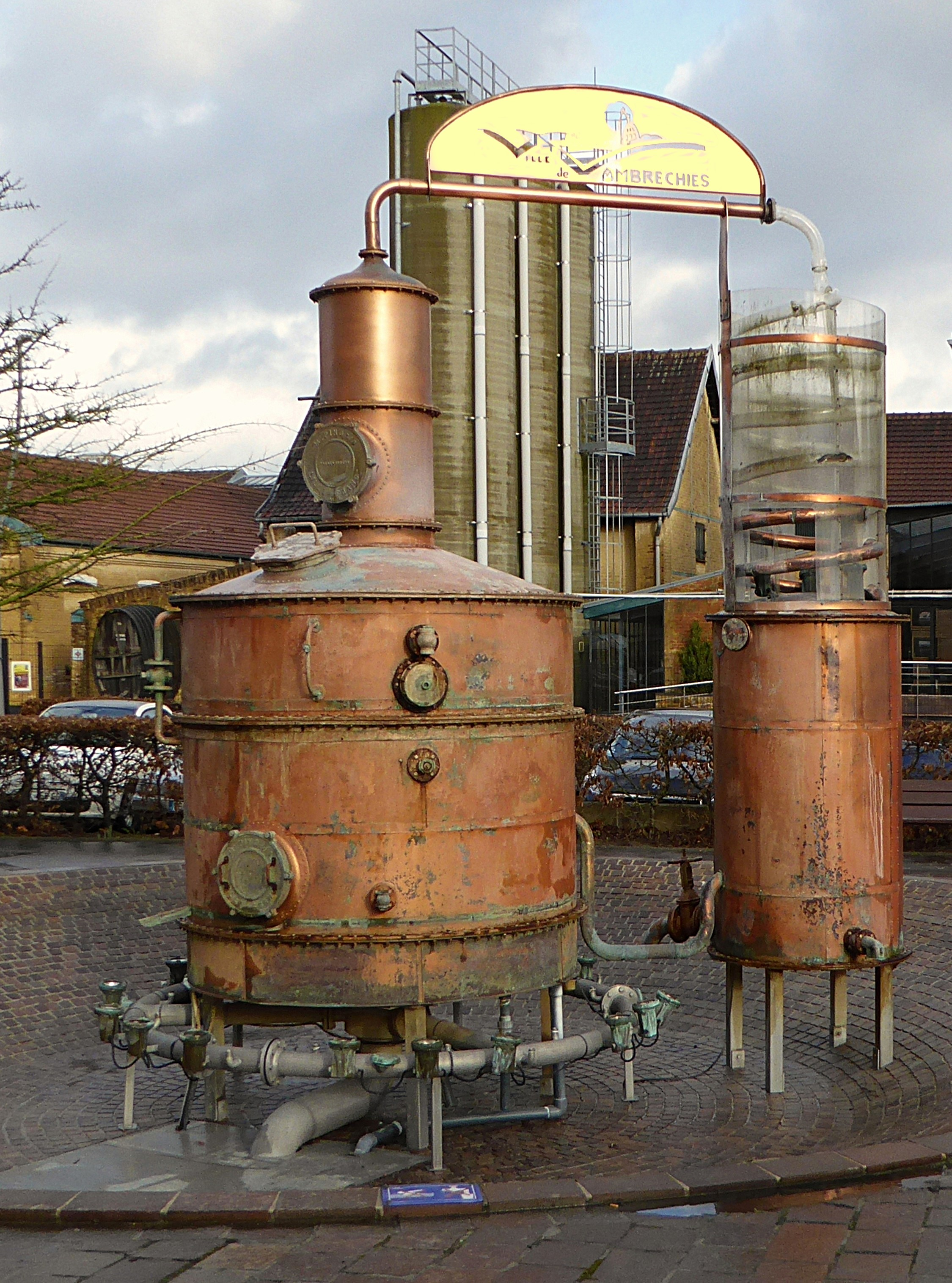
Wambrechies. La distillerie de genièvre Claeyssens.

C'est la fermentation des sucres (glucose et fructose) contenus dans les fruits, les grains, les racines ou les tubercules qui produit l'alcool. Le moût ainsi fermenté peut être distillé pour donner une eau-de-vie ou autre spiritueux.
| Matière première de l'alcool | Matière première de l'alcool | Aromatisation                                                 | Boisson                        | Boisson         | Boisson                                                                                      |
| Matière première de l'alcool | Matière première de l'alcool | Aromatisation                                                 | Fermentée                      | Macérée         | Distillée                                                                                    |
| ---------------------------- | ---------------------------- | ------------------------------------------------------------- | ------------------------------ | --------------- | -------------------------------------------------------------------------------------------- |
| Feuille                      | Agave                        |                                                               | Pulque                         |                 | Tequila, mezcal                                                                              |
| Feuille                      | Feuilles de frêne            |                                                               | Frênette (ou cidre de frêne)   |                 |                                                                                              |
| Feuille                      | Feuilles d'ortie             |                                                               | Ortillette                     |                 |                                                                                              |
| Feuille                      | Feuilles de thé              |                                                               | Théol                          |                 |                                                                                              |
| Feuille                      | Absinthe                     |                                                               |                                |                 | Absinthe                                                                                     |
| Alcool neutre                | Alcool neutre                | Anis                                                          |                                |                 | Ouzo, Pontarlier, Rakı, sambuca                                                              |
| Alcool neutre                | Alcool neutre                | Anis, armoise, verveine, Sauge, romarin, thym                 |                                |                 | Pastis                                                                                       |
| Alcool neutre                | Alcool neutre                | Orange                                                        |                                |                 | Triple sec, Curaçao                                                                          |
| Alcool neutre                | Alcool neutre                | Citron                                                        |                                | Limoncello      |                                                                                              |
| Alcool neutre                | Alcool neutre                | Cassis                                                        |                                | Crème de cassis |                                                                                              |
| Alcool neutre                | Alcool neutre                | Pomme                                                         |                                | Manzana         |                                                                                              |
| Alcool neutre                | Alcool neutre                | Baies de genévrier                                            |                                |                 | Gin, genièvre                                                                                |
| Alcool neutre                | Alcool neutre                | Framboise                                                     |                                |                 | Himbeergeist (esprit de framboise)                                                           |
| Canne à sucre                | Vesou                        |                                                               |                                |                 | Rhum agricole, clairin, cachaça, Aguardiente, guaro (appellation nicaraguayenne), akpeteshie |
| Canne à sucre                | mélasse                      |                                                               |                                |                 | Rhum traditionnel                                                                            |
| Tubercule                    | Betterave                    |                                                               |                                |                 | Vodka                                                                                        |
| Tubercule                    | Pomme de terre               |                                                               |                                |                 | Vodka, schnaps, aquavit, spiritus                                                            |
| Tubercule                    | Manioc                       |                                                               |                                |                 | Cachiri                                                                                      |
| Racines                      | Gentiane                     |                                                               |                                |                 | Gentiane                                                                                     |
| Céréale                      | Seigle                       | (baies de genévrier pour le genièvre)                         | Bière de seigle                |                 | Whisky de seigle, vodka, genièvre                                                            |
| Céréale                      | Froment                      |                                                               | Bière blanche                  |                 | Whisky, aquavit, vodka                                                                       |
| Céréale                      | Orge                         | (baies de genévrier pour le genièvre) (Houblon pour la Bière) | Bière, ale                     |                 | Whisky, genièvre                                                                             |
| Céréale                      | Maïs                         |                                                               | Chicha                         |                 | Bourbon - whisky                                                                             |
| Céréale                      | Riz                          |                                                               | Saké, Huangjiu, mirin          |                 | Shōchū, soju, baijiu                                                                         |
| Céréale                      | Sorgo                        |                                                               | dolo                           |                 | Maotai, Erguotou, mei kwei lu                                                                |
| Miel                         | Miel                         |                                                               | Hydromel, Chouchen (en breton) |                 | Eau-de-vie de miel                                                                           |
| Sève de palmier              | Sève de palmier              |                                                               | Vin de palme                   |                 | Sodabi                                                                                       |
| Fruit                        | Banane                       |                                                               | Bière de banane                |                 | Pisang Ambon                                                                                 |
| Fruit                        | Abricot                      |                                                               |                                |                 | Abricotine, barackpálinka                                                                    |
| Fruit                        | Cerise                       |                                                               | Kriek                          |                 | Kirsch                                                                                       |
| Fruit                        | Figues                       |                                                               |                                |                 | Boukha                                                                                       |
| Fruit                        | Poire                        |                                                               | Poiré                          |                 | Calvados, Eau-de-vie de poire, williamine                                                    |
| Fruit                        | Pomme                        |                                                               | Cidre, Pommeau                 |                 | Calvados, lambig                                                                             |
| Fruit                        | Prune                        |                                                               |                                |                 | Damassine, rakija, țuică, palincă                                                            |
| Raisin                       | Moût                         |                                                               | Vin                            |                 | Armagnac, brandy, pisco, Cognac                                                              |
| Raisin                       | Moût                         | Anis                                                          |                                |                 | Arak                                                                                         |
| Raisin                       | Marc de raisin               |                                                               |                                |                 | Marc, Grappa, Tsípouro                                                                       |
| Lait                         | jument / chamelle            |                                                               | Kéfir                          |                 | Arkhi, Kymys, Koumis                                                                         |

## Typologie
Le degré d'alcool dans ces boissons varie selon le type :
Les cidres (de 1 % vol à 18 % vol).
- Cidre
- Poiré

Les bières (de 0 % vol à 15 % vol)
- Ale
- Cervoise
- Bière de mil d'Afrique de l'Ouest (de 2 % vol à 7 % vol)
- Lager
- Lambic
- Huangjiu chinois, communément traduit par « vin de céréales »
- Saké japonais
- Zythogale

Les vins (de 8 % vol à 20 % vol, en général autour de 12 % vol) rouges, blancs, rosés ou pétillants.
Les boissons spiritueuses (à partir de 15 % vol)
- Anisette
- Amers (bitters)
- Amaretto
- Aquavit
- Absinthe
- Arak
- Armagnac
- Bénédictine
- Brandy
- Calvados
- Chartreuse
- Cognac
- Curaçao
- Floc de Gascogne
- Geist
- Genièvre
- Gin
- Grappa
- Kirsch
- Liqueurs
- Mei kwei lu chew
- Ouzo
- Pastis (dilué dans de l'eau)
- Pineau des Charentes
- Pontarlier
- Rakı
- Rhum (ti-punch)
- Sambuca
- Sombai
- Tequila
- Sodabi
- Vin cuit
- Vodka
- Whisky (ou whiskey en Irlande) et ses variantes :  Scotch (Écosse), Bourbon (É.-U.) et Rye (Canada).

On distingue parfois les alcools bruns (cognac, whisky) des alcools blancs (rhum, vodka).

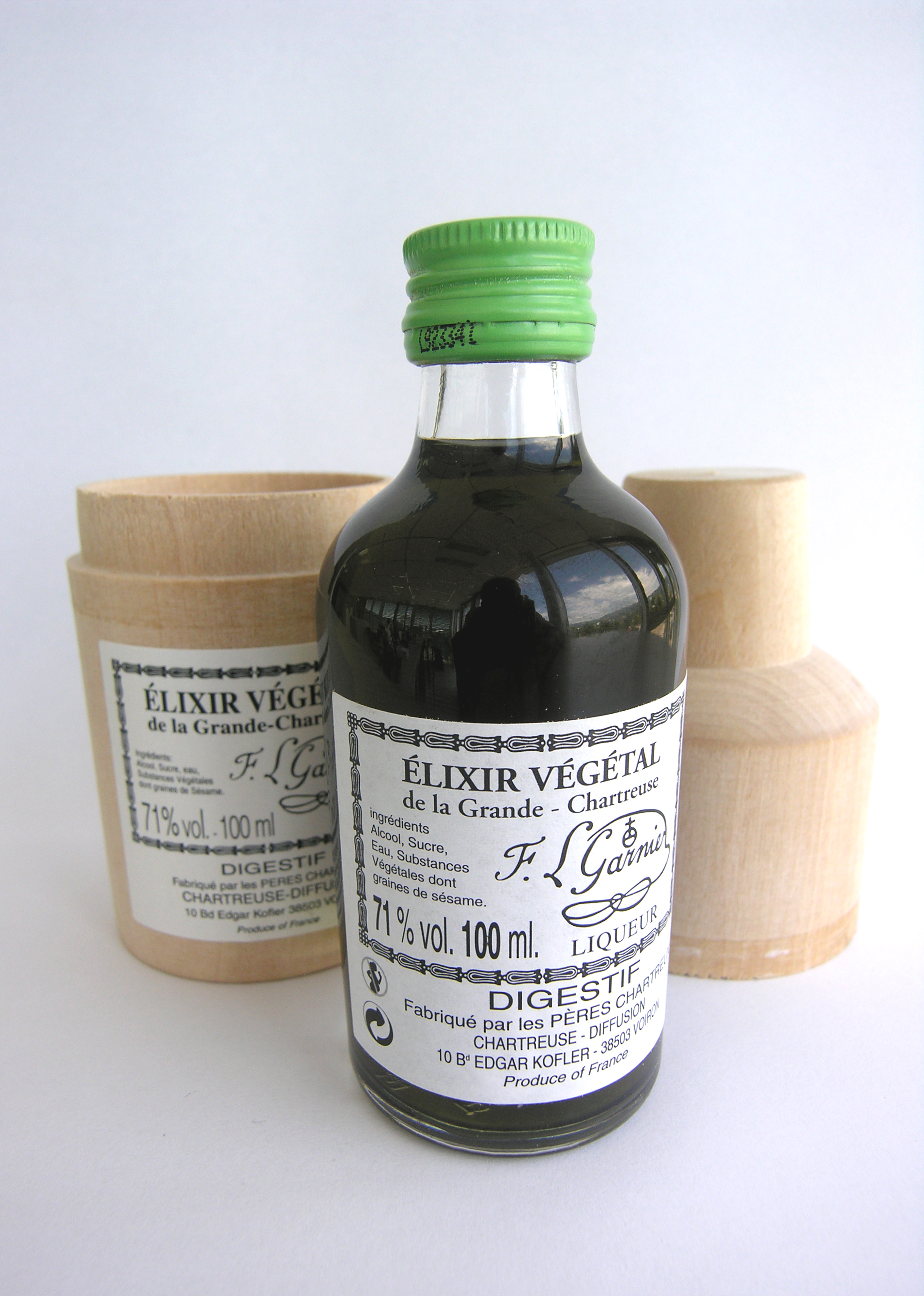
Élixir végétal de la Grande-Chartreuse

- Élixir végétal de la Grande-ChartreuseÉlixirs à base de plantes (environ 70 % vol).
  - Élixir végétal de la Grande-Chartreuse (69 % vol).

- Autres alcools
  - Arrack ou arack, rack, rak : liqueur à partir de fleurs de noix de coco fermentées. Asie Sud-Est
  - Hydromel (à base de miel) (13 % vol en moyenne)
  - Hypocras
  - Ratafia
  - Alcools de palme : Koutoukou en Afrique de l'Ouest, Akpeteshie au Ghana, Nsamba ou Ntsamba en République du Congo et République démocratique du Congo (de 5 % vol à 12 % vol).
- Il existe aussi les cocktails, qui sont des mélanges de différents alcools et dont la teneur en alcool peut varier selon les taux des différents produits utilisés.
- sachet d'alcool

### Teneur en alcool et consommation ou verre standard
La consommation d'alcool est mesurée en verres standards, dont la définition peut varier d'un pays à l'autre. En France et dans de nombreux pays, un verre standard correspond au volume de boisson contenant exactement 10 g d'alcool pur,. Un verre standard contient ainsi autant d'alcool quelle que soit la boisson.
|                        | Volume | Degré d'alcool | Quantité d'alcool |
| Bière                  | 25 cl  | 5°             | 10 g              |
| Vin, champagne         | 10 cl  | 12.5°          | 10 g              |
| Vin fortifié, apéritif | 6.9 cl | 18°            | 10 g              |
| Whisky                 | 3,1 cl | 40°            | 10 g              |
| Pastis                 | 2,8 cl | 45°            | 10 g              |

Il y a autant d'alcool :
- dans un verre de bière (250 ml à 5° d'alcool) ;
- que dans un verre de vin (100 ml à 12.5° d'alcool) ;
- que dans un verre de vin fortifié (69 ml à 18° d'alcool) ;
- ou que dans un verre de spiritueux (31 ml à 40° d'alcool).

N.B. Au Canada, la règlementation est plus permissive avec un verre standard à 13,5 g :
- verre de bière (341 ml/12 oz à 5° d'alcool) ;
- verre de vin (142 ml/5 oz à 12° d'alcool) ;
- verre de vin fortifié (86 ml/3 oz à 20° d'alcool) ;
- verre de spiritueux (43 ml/1,5 oz à 40° d'alcool).

En ce qui concerne certains cidres, les liqueurs à base de malt et les boissons prémélangées qui se consomment habituellement, mais pas nécessairement, dans des verres de 140 ml/5 oz, il est nécessaire de prendre en considération le pourcentage d'alcool indiqué sur le contenant qui peut osciller entre 2,5 % vol et 20 % vol.

## Réglementation

### Réglementation et prohibition dans le monde

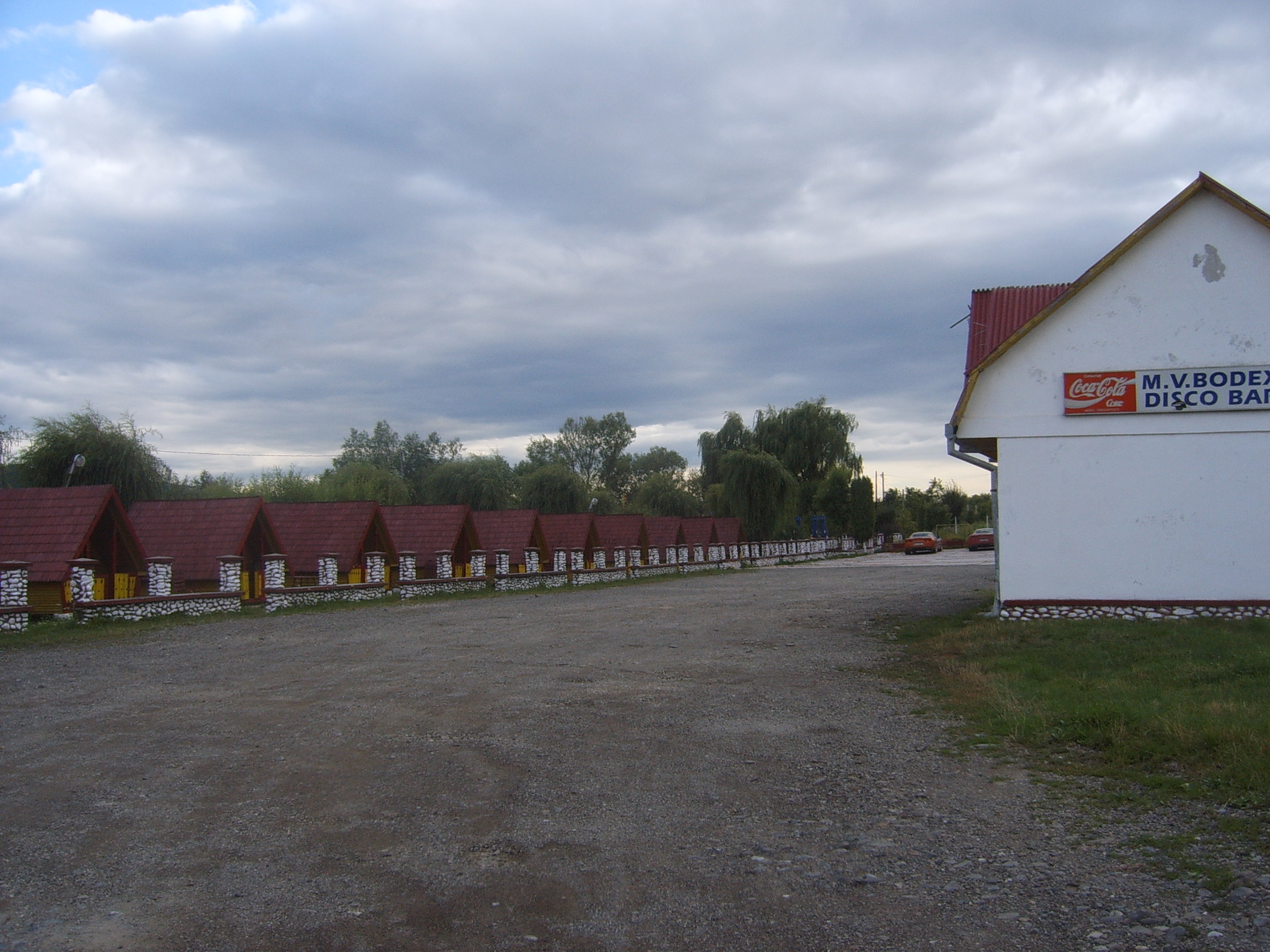
Discothèque à Unirea en Roumanie. Des chalets sommaires sont mis à la disposition des clients de l'établissement dans ce pays où prendre le volant après une consommation d'alcool est strictement interdit.

La possession, la consommation ou le commerce de boissons alcoolisées peuvent être réglementés ou interdits. Les peines encourues par les contrevenants peuvent inclure la prison ferme, ou, dans certains pays islamiques, le fouet. Par exemple, aux Maldives, les touristes en transit après un séjour en Inde ou au Sri Lanka se voient confisquer et mettre en consigne les bouteilles d'alcool qu'ils ont pu acheter hors taxes ; elles leur sont restituées lorsqu'ils quittent le pays.
Aux États-Unis et en Finlande, la vente d'alcool fut interdite durant la prohibition dans les années 1920. Le Canada aussi prohiba la vente d'alcool plus tôt, à la fin des années 1910. En Nouvelle-Zélande, il y eut un référendum de prohibition en 1911 ; les prohibitionnistes gagnèrent une victoire à la Pyrrhus, et la vente d'alcool continua d'être légale.
En France, les descendants des soldats de Napoléon bénéficiaient du privilège des bouilleurs de cru, leur permettant de produire leur propre alcool. Néanmoins depuis 1959, ce privilège n'est plus transmissible par héritage.

### Réglementation dans le monde et sécurité routière
Les boissons alcoolisées posent un problème de sécurité routière dans certains pays, avec plus de 30 % de la mortalité routière liée à l'alcool aux États-Unis, au Canada, en France et en Espagne en 2010.
La conduite de véhicules sous l'emprise d'un état alcoolique est un délit dans de nombreux pays (limite à 0,5 g/l, en France, au Canada et en Suisse). Le Royaume-Uni (230 morts[source insuffisante]) a mieux réussi que la France (1 000 morts[source insuffisante]) à réduire la mortalité de alcoolisme au volant : sans plafond d'amende pour alcool au volant une amende peut parfois s'y élever à 60 700 euros.

### Réglementation commerciale en Union européenne
Le règlement (UE) 2019/787 du Parlement européen et du Conseil du 17 avril 2019, donne une définition commerciale aux boissons spiritueuses et en détaille 44 catégories.
De nombreuses autres réglementations régissent la fabrication et les appellations du vin, du cidre et des autres boissons alcoolisées, soit au niveau européen, soit au niveau national.
Dans l'Union européenne, les boissons alcoolisées sont exemptées de la plupart des obligations d'étiquetage, en particulier de liste d'ingrédients et de table d'information nutritionnelle (Règlement 1169/2011), alors même que l'alcool est une source importante de calories. Cependant il existe un projet pour mettre fin à cette exemption.
En France les bouteilles de vin sont munies d'une capsule-congé.

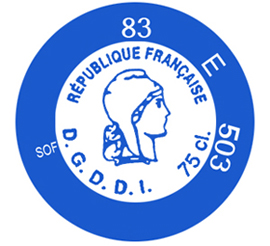
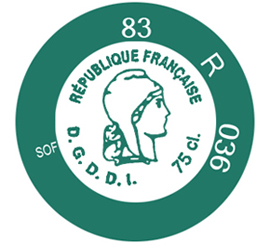

### Limites d'âge légal à travers le monde
Suivant le pays, l'âge à partir duquel un individu peut légalement consommer de l'alcool peut être différent. Pour l'essentiel l'âge moyen se situe entre 18 ans et 21 ans. Cependant certains pays sont plus permissifs que d'autres. Aux États-Unis, la vente d'alcool est interdite aux moins de 21 ans dans la majorité des États.
Certains états islamiques conservateurs (l'Arabie saoudite, le Koweït, l'Iran, l'émirat de Charjah) interdisent totalement la consommation d'alcool.
En France, la vente d'alcool aux moins de 18 ans est interdite par la loi Bachelot de mars 2009. En Suisse, ainsi qu'en Belgique, la vente de bière, vin et cidre est interdite aux moins de 16 ans, et les spiritueux et apéritifs le sont aux moins de 18 ans.

### Par pays

#### Canada
Dans certaines provinces du Canada, la voie de la libéralisation de la commercialisation de l'alcool est promue.
Toutefois, dans les provinces où la vente d'alcool est un monopole, l'alcool est moins cher que dans les provinces où a eu lieu la libéralisation.

#### France

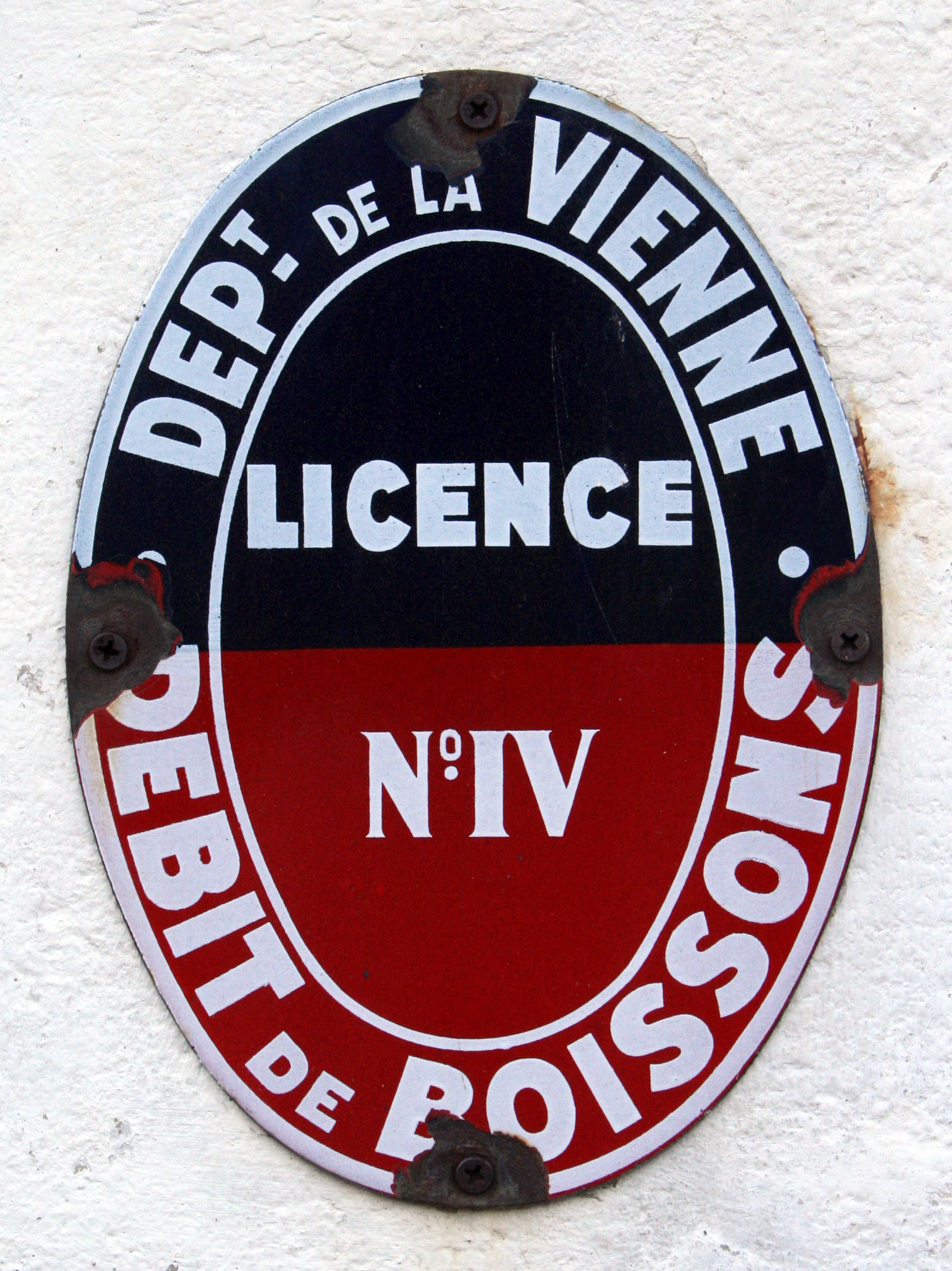
Licence IV dite « grande licence » ou « licence de plein exercice ».

En France, d'après l'article L. 3321-1. du code de la santé publique, les boissons sont, en vue de la réglementation de leur fabrication, de leur mise en vente et de leur consommation, réparties en cinq groupes, pour lesquels l'ordonnance du 17 décembre 2015 (no 2015-1682) a fusionné les 2e et 3e groupes et classe le vin dans la catégorie des alcools :
- 1er groupe, boissons sans alcool : eaux minérales ou gazéifiées, jus de fruits ou de légumes non fermentés ou ne comportant pas, à la suite d'un début de fermentation, de traces d'alcool supérieures à 1,2 degré, limonades, sirops, infusions, lait, café, thé, chocolat ;
- 2e groupe, abrogé par l'Ordonnance no 2015-1682 du 17 décembre 2015 - art. 12 (texte abrogé : « boissons fermentées non distillées : vin, bière, cidre, poiré, hydromel, auxquelles sont joints les vins doux naturels bénéficiant du régime fiscal des vins, ainsi que les crèmes de cassis et les jus de fruits ou de légumes fermentés comportant de 1,2 à 3 degrés d'alcool ») ;
- 3e groupe, boissons fermentées non distillées et vins doux naturels : vin, bière, cidre, poiré, hydromel, auxquelles sont joints les vins doux naturels, ainsi que les crèmes de cassis et les jus de fruits ou de légumes fermentés comportant de 1,2 à 3 degrés d'alcool, vins de liqueur, apéritifs à base de vin et liqueurs de fraises, de framboises, cassis ou cerises, ne titrant pas plus de 18 degrés d'alcool pur ;
- 4e groupe, rhums, tafias, alcools provenant de la distillation des vins, cidres, poirés ou fruits, et ne supportant aucune addition d'essence ainsi que liqueurs édulcorées au moyen de sucre, de glucose ou de miel à raison de 400 grammes minimum par litre pour les liqueurs anisées et de 200 grammes minimum par litre pour les autres liqueurs et ne contenant pas plus d'un demi-gramme d'essence par litre ;
- 5e groupe, toutes les autres boissons alcoolisées.

La vente de boissons alcoolisées par les débits de boisson, est soumise en France à l'obtention d'une licence de catégorie II, III ou IV selon le ou les groupes d'alcool(s) autorisé(s) à la vente par ladite licence (voir : Licence II, Licence III, Licence IV).
1. La licence de 1re catégorie, dite « licence de boissons sans alcool », ne comportait l'autorisation de vente à consommer sur place que pour les boissons du premier groupe. Cette licence n'existe plus depuis le 1er juin 2011[39], les boissons du premier groupe peuvent donc être vendues sans licence.
2. La licence de 2e catégorie, dite « licence de boissons fermentées », comporte l'autorisation de vendre pour consommer sur place les boissons des deux premiers groupes.
3. La licence de 3e catégorie, dite « licence restreinte », comporte l'autorisation de vendre pour consommer sur place les boissons des trois premiers groupes.
4. La licence de 4e catégorie dite « grande licence » ou « licence de plein exercice », comporte l'autorisation de vendre pour consommer sur place toutes les boissons dont la consommation à l'intérieur demeure autorisée, y compris celles du quatrième et du cinquième groupe.

Par ailleurs, l'obtention de licences de 2e, 3e ou 4e catégorie requiert un permis de vente de boissons alcooliques.
En France, les lieux de vente de boisons alcoolisées doivent également proposer des éthylotests à la vente.
En France, il existe plusieurs taxes concernant les boissons alcoolisées :
- taxe sur la valeur ajoutée : 20 % ;
- cotisation sécurité sociale sur les boissons alcooliques ayant un titre alcoométrique volumique acquis supérieur à 12 % vol : 0,16 euro par décilitre ou fraction de décilitre, soit 1,60 euro par litre ;
- taxe sur les Premix : 11 euros par décilitre d’alcool pur[42] ;
- droits d'accises.

#### Suisse
La loi fédérale du 21 juin 1932 sur l'alcool est une loi suisse régissant la fabrication, la distribution, l'acquisition et la consommation de boissons alcooliques. Elle se fonde sur les articles 105 et 131, al. 1, let. b, et al. 3 de la Constitution fédérale.
L'Office fédéral de la douane et de la sécurité des frontières est chargé d'appliquer la législation sur l'alcool.

## Santé

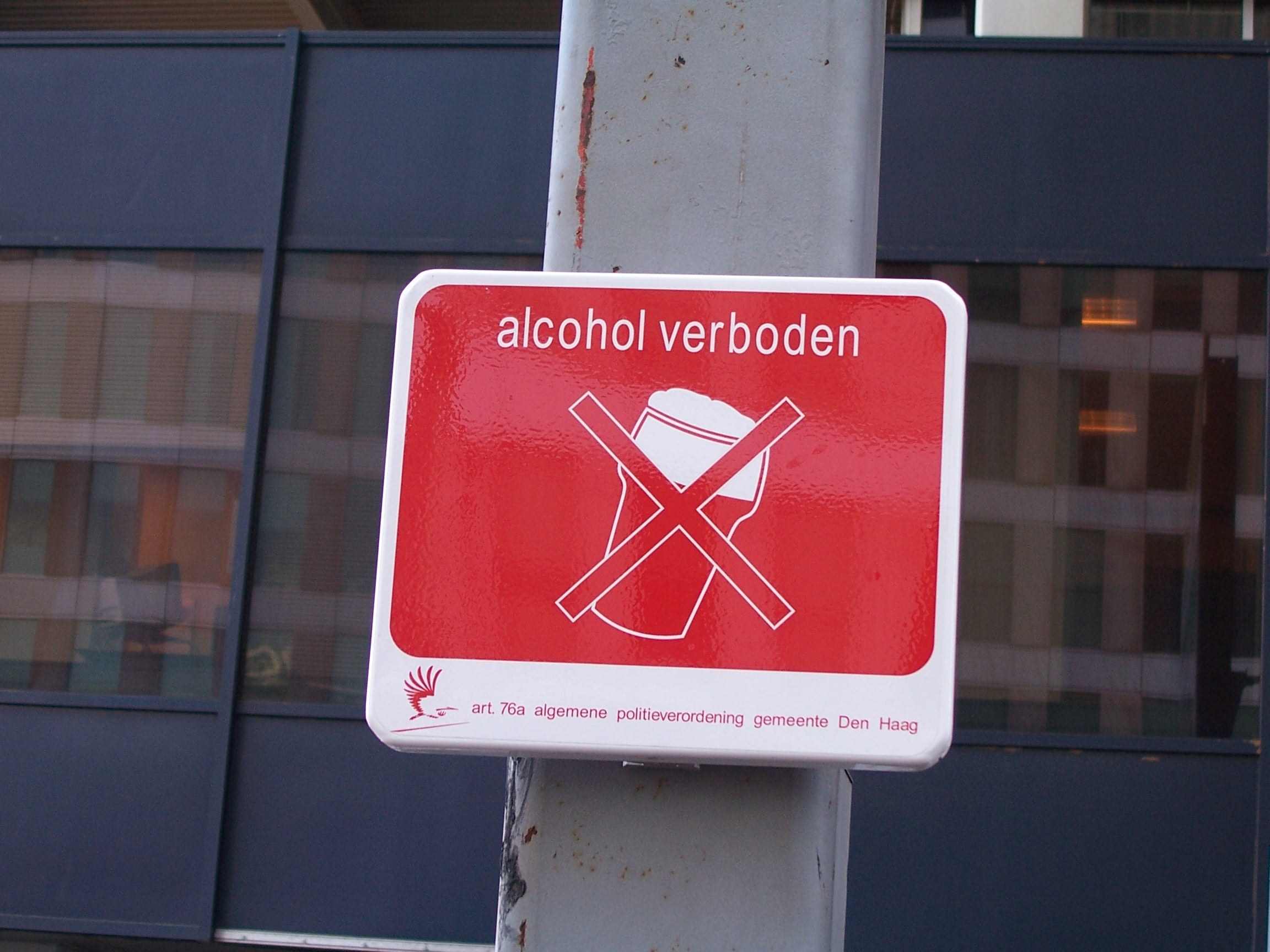
Panneau en néerlandais interdisant l'alcool.

Pictogramme apparaissant sur les étiquettes des boissons alcoolisées.

Bien qu'étant un dépresseur l'alcool a un large spectre d'effets, souvent contradictoires selon qu'on les analyse à court, moyen et long termes. Il déprime, déshinibe ou stimule, tranquillise ou excite. Autrefois, l'alcool était utilisé en médecine pour soulager la douleur (maux de dents notamment), faire tomber la fièvre, réchauffer des personnes en hypothermie ou apaiser les crampes d'estomac.[réf. nécessaire]
Troisième cause de morbidité dans le monde (après l'hypertension artérielle et le tabac) ; il est directement impliqué dans la mort de 2,8 millions de personnes par an, ce qui en ferait le 7e facteur de risque d'une mort prématurée, et comme déshinibiteur facilitant les passages à l'acte, il est aussi indirectement en cause dans de nombreux meurtres, violences familiales, suicides, viols, et autres violences sexuelles dont agressions sexuelles envers des enfants, maltraitances d'enfants, violences dans les services d'urgence hospitalière, violences et maltraitances chez les militaires ou sportifs ou supporters sportifs (hooliganisme...), ainsi que dans de nombreux cas de mortalités accidentelles. C'est « la substance la plus souvent associée aux délits de violence » et il est souvent associé à plusieurs autres types d'infractions ; Entre 15 et 49 ans il devient le premier facteur de mortalité prématurée. En Europe occidentale, il est le quatrième facteur de risque, après le surpoids.
Vers 2015, c'est au Danemark qu'on déclare le plus grand nombre de cas de maladie liée à l'alcool pour les hommes comme pour les femmes alors que statistiquement c'est en Roumanie qu'on absorbe le plus d'alcool chez les hommes (8,2 consommation/jour en moyenne). Les Ukrainiennes en consomment le plus (4,2 consommation/jour). La France est en 6e place (sur 193) pour les hommes (et en 8e place pour les femmes) pour le nombre de cas de maladies déclarées liées à l'alcool derrière notamment l'Argentine, Allemagne ou la Suisse.
Selon un rapport d'experts remis le 4 mai 2017 à l'Agence nationale de santé publique (France) :
- la consommation de boissons alcoolisées ne devrait pas excéder 10 verres standards par semaine (deux verres par jour avec deux jours sans boire d'alcool) ;
- pour les jeunes et les adolescents notamment, l'option la plus sûre est de ne pas boire du tout ;
- pour les femmes enceintes, c'est « zéro alcool »[57].

Puis une vaste méta-analyse sur la fréquence et l'impact de la consommation de boisson alcoolisée chez 28 millions de personnes dans 195 pays entre 1990 et 2016 publiée en 2018 par The Lancet dans le cadre du Global Burden of Disease Study (GBD) (associant plus de 1 800 chercheurs de 127 pays sous l'égide de l'Organisation mondiale de la santé (OMS) a montré que même à faible dose l'alcool reste dangereux pour la santé : le seul bénéfice connu de l'alcool qui est (pour le vin rouge uniquement, à dose raisonnable) de protéger contre les cardiopathies ischémiques est statistiquement contrebalancé par une augmentation du risque de développer plusieurs types de cancers, et ceci dès le premier verre (« L'augmentation des risques est faible à un verre par jour, mais augmente ensuite rapidement. » précisent les auteurs qui appellent à réévaluer les recommandations de santé publique sur l'alcool, car au vu des données disponibles il n'y aurait pas de dose inoffensive d'alcool. Les auteurs de ce travail précisent qu'ils n'ont pas pris en compte les adolescents de moins de quinze ans, et que les risques qu'ils décrivent sont donc certainement sous-évalués. Selon le docteur Emmanuela Gakidou de l'Institut de métrologie et d'évaluation de la santé de Chicago « Le mythe selon lequel un ou deux verres par jour sont bons pour vous n'est qu'un mythe »,,. C'est la drogue dure qui occasionne la plus forte mortalité, tuant plusieurs millions de personnes par an démolissant l'idée préconçue qu'« un petit verre d'alcool » tous les jours serait bon pour la santé,.
Les données publiées dans The Lancet Oncology, indiquent qu'une consommation d'alcool « à risque et excessive » (plus de deux boissons alcoolisées par jour) représente la plus grande proportion dess cancer (86 % du total) attribuables à l'alcool et qu'une consommation « légère à modérée » (jusqu'à deux verres d'alcool par jour) représente un cas sur sept attribuables à l'alcool (soit plus de 100 000 nouveaux cas de cancer par andans le monde). L'alcool semble en outre aussi augmenter le risque d'un second cancer primitif des voies aérodigestives supérieures (cancers de la sphère ORL) chez des malades ayant guéri d'un premier cancer ou porteur d'un autre cancer.

### Physiologie

#### Circuit dans l'organisme
L'alcool ingurgité arrive dans l'estomac avant de migrer vers le petit intestin. Après environ une demi-heure (variant si le consommateur est à jeun car la présence d'aliments retarde le passage de l'alcool de l'estomac à l'intestin) l'alcool passe directement dans le sang. Il rejoint ensuite tous les organes et en particulier le cerveau et le foie. Ensuite, l'alcool non métabolisé par le foie le quitte pour aller vers le cœur.

#### Effets somatiques
Pour l'organisme, l'alcool est un toxique à court terme et à long terme. L'absorption d'alcool a des incidences physiologiques et psychologiques diverses.
- Effets à court terme. L'alcool est un dépresseur du système nerveux central et agit principalement sur le jugement mais aussi sur les fonctions motrices. Les premiers effets de l'alcool peuvent apparaître en moins de 5 minutes après absorption. Ses effets sont notamment une légère euphorie et une levée partielle des inhibitions (diminution du sentiment de honte ou de gêne). Mais aussi un allongement, non perceptible, du temps de réaction, de l'ordre de 30 % de plus pour une action réflexe avec un taux de 0,50 g/l. À forte dose, l'alcool agit sur les fonctions motrices ; une perte d'équilibre peut se faire sentir, ainsi que des troubles de coordination et de la vision, étourdissements, parfois accompagnés de nausées et de vomissements, une insensibilité à la douleur et même parfois au toucher. Si la dose ingérée est élevée, le sujet peut devenir incontinent, perdre conscience ou délirer, entrer dans le coma et décéder. Un autre effet de court terme est la céphalée/migraine consécutive à l'ingestion, soit immédiate (en particulier pour les vins blancs ou rouges), soit au réveil (« gueule de bois » – syndrome associant céphalée, douleurs musculaires, faiblesse générale). Les céphalées pourraient être provoquées par les sulfites, par l'histamine ou d'autres composés (amines, phénols) contenus dans le vin[69],[70], par les « congénères »[71],[72] produits en quantités variables en même temps que l'éthanol au cours de la fermentation (méthanol, isopentanol, acétone), ou bien par l'éthanol lui-même[73]. Le métabolisme du méthanol — qui produit de l'acide formique et du formalhédyde, deux composés extrêmement toxiques — n'intervient que quand l'éthanol a été lui-même éliminé, ce qui explique l'effet différé « gueule de bois »[74],[75]. Sur le plan psychologique, l'alcool altère la capacité de jugement, diminue la rapidité de la prise de décision, ainsi que la mémoire immédiate. Il désinhibe et entraîne une surestimation de soi et des capacités physiques et intellectuelles conduisant à des actes – parfois violents – et paroles souvent regrettés par la suite[76]. Il a également un effet relaxant et anxiolytique, et peut favoriser la somnolence, tout en perturbant le sommeil[77]. Il peut conduire à des troubles émotionnels pouvant mener à un état dépressif, l'effet à long terme étant anxiogène.
- Black-out (amnésie rétrograde). Le black-out est un épisode temporaire d'amnésie rétrograde qui fait suite à une consommation excessive d'alcool[78]. Il peut être total (la personne ne parvient plus à se rappeler ce qui s'est passé lorsqu'elle était alcoolisée) ou partiel (la personne se rappelle ce qui s'est passé lorsqu'elle était alcoolisée mais elle a oublié certains détails). Le black-out, qui se produit plus souvent si l'alcoolisation a été rapide, ne touche pas toutes les personnes, et les femmes y sont plus sensibles. Et une consommation excessive d'alcool augmente les risques de troubles de la mémoire en général.
- Métabolisme (Syndrome du rougissement asiatique). L'éthanol est essentiellement métabolisé par le foie, mais certaines populations comme les asiatiques (ou les enfants) ne possèdent pas l'enzyme nécessaire à l'une des étapes de la dégradation (la transformation de l'acétaldéhyde en acétate)[79]. Une manifestation très visible est un rougissement marqué de la peau[80].
- Dégradation de l'ADN. Selon les résultats d'une étude menée sur souris, l'alcool endommage l'ADN dans les cellules et conduit à des réarrangements chromosomiques qui ne sont jamais complètement corrigés. Ces lésions de l'ADN sont plus sévères si l'individu est déficient en enzyme de dégradation de l'éthanol comme beaucoup d'asiatiques[81],[82].
- Troubles et dépendance. La consommation de boissons alcooliques, tant aiguë que chronique, peut mener à des troubles sévères (alcoolisme ou binge drinking).
- Lésions cérébrales. Une consommation d'alcool, même de manière occasionnelle, entraîne des lésions irréversibles au cerveau, on appelle ce phénomène la neurotoxicité. L'alcool est un des psychotropes les plus neurotoxiques que l'on connaisse, provoquant à terme la mort cellulaire des neurones.
- Grossesse. L'exposition prénatale à l'alcool est la première cause évitable, non génétique de déficience intellectuelle chez l'enfant à naître[83]. Mais l'alcool, même en faible quantité, provoque aussi d'autres risques : des problèmes de comportement, des malformations physiques… Depuis 2006, la réglementation française prévoit un avertissement spécifique sur les bouteilles d'alcool[84]. Il existe un projet pour rendre plus visible le logo d'avertissement pour lequel aucune dimension minimum n'est requise actuellement[85].
- Fausse couche. La consommation de boissons alcoolisées augmente le risque de fausse couche[86],[87].
- Cancers. L'alcool, même à faible dose, accroît le risque de survenue de plusieurs types de cancers (l'éthanol est classé dans la liste des cancérogènes du groupe 1 du CIRC). Le risque est plus élevé pour les consommations importantes[88], cependant on estime désormais qu'il n'y a pas de dose sans effet[89]. Par exemple, d'après le Centre international de recherche sur le cancer (CIRC), une femme consommant 50 g d'alcool par jour (cinq verres de bière ou cinq verres de vin) augmente son risque de développer un cancer du sein de 50 %. Mais pour 18 g/jour (deux verres) l'augmentation reste déjà significative (+7 %). Pour une faible consommation, les études se contredisent : ainsi, des études[réf. nécessaire] ont fixé la limite de consommation n'ayant pas d'effets négatifs à trois verres pour les hommes et deux pour les femmes, alors que la plupart des études récentes sont concordantes et donnent une relation linéaire sans seuil. Dans une analyse combinée de 200 études[90], les chercheurs concluent « l'analyse n'a pas identifié de seuil de consommation d'alcool sous lequel aucun risque accru de cancer n'était évident ». Une étude de l'Institut Américain de Recherche sur le Cancer indique que le risque de cancer du sein est augmenté de 5 % avec un verre de vin par jour chez les femmes préménopausées, et de 9 % pour les femmes ménopausées[91]. Une étude de cohorte européenne de prospective sur la relation nutrition et cancer (EPIC) en 2011 précise les taux de cancers : pour une consommation supérieure à 24 g/jour chez les hommes (12 g/jour chez les femmes), 10 % des cancers chez l'homme - dont plus de 50 % des cancers des voies aérodigestives supérieures, du foie et colorectal - sont attribuables à l'alcool (3 % chez la femme dont 80 % des cancers des voies aérodigestives supérieures, du foie, colorectal et du sein)[92]. En France, en 2015, on estime que la consommation d'alcool est responsable de plus de 15 000 décès par cancer par an[93], sur un total de 148 000 décès par cancer[94]. En fait, ce n'est pas l'alcool qui est cancérigène mais ses produits de décomposition à savoir le formaldéhyde et l'acétaldéhyde qui réagissent avec l'ADN[95].
- Visage. L'alcool dilate les vaisseaux sanguins, ce qui donne, en cas de consommation chronique, un visage rosé/rouge (pour les personnes à la peau claire), voire œdémateux et violacé avec des yeux rougis.
- Impact cardiovasculaire. Cette question a fait l'objet de publications contradictoires et d'une grande médiatisation. Une première étude de Archibald Cochrane et al. en 1979 indique une plus faible incidence de maladies cardiovasculaires ainsi que de mortalité secondaire associée à ces dernières pour les consommateurs modérées d'alcool[96]. Cette diminution du risque a été retrouvée quel que soit le type d'alcool absorbé[97]. Ces résultats sont toutefois contestés par une étude de 2007 qui fait l'analyse des travaux antérieurs à partir d'une hypothèse de Shaper et ses collègues[98]. La plupart des études à ce sujet contiendraient en effet une erreur systématique consistant à inclure dans la catégorie des abstinents les personnes qui ont diminué ou arrêté leur consommation d'alcool à cause de leur problème de santé ou la prise de médicaments[98]. Les quelques études qui ne commettent pas cette erreur montrent le même risque de maladies cardiovasculaires pour un abstinent, que pour un consommateur léger ou un modéré[98], mais le sujet n'est pas entièrement clos[99],[100]. D'autres soulignent que ces études ont été réalisées alors que l'épidémiologie française était en retard sur la britannique[101]. Une nouvelle étude sur une cohorte de 500 000 chinois conclut que toute consommation d'alcool augmente le risque d'hémorragie cérébrale[102], la corrélation observée pour les consommateurs légers n'étant pas liée à un effet positif de la consommation d'alcool sur les maladies cardiovasculaires.
- Dépression. Il existe une relation certaine entre la consommation de boissons alcoolisées et la dépression. La relation est double : les buveurs excessifs et réguliers sont plus touchés par la dépression (induite par l'alcool) et/ou les buveurs d'alcool boivent pour soulager leur anxiété et leur dépression[103]. L'alcool affecte presque tous les neurotransmetteurs comme la sérotonine et la dopamine, il semble que la consommation d'alcool élève temporairement les niveaux de certains neurotransmetteurs, contribuant à une euphorie relative, pour les abaisser ultérieurement à des niveaux inférieurs aux niveaux initiaux, agissant ainsi comme toutes les drogues dures[104],[105].
- Démence précoce. D'après une étude menées en France[106], l'alcoolisme est responsable directement de 38,9 % des cas de démence précoce et est une cause associée dans 17,6 % des cas.
- Déclin cognitif. De nombreuses études[107],[108] montrent un lien entre la forte consommation d'alcool (ou même modérée) et le déclin cognitif à long terme.
- Maladies spécifiques. L'alcool est la cause principale ou un facteur important de maladies comme la cirrhose du foie, la pancréatite aiguë et la pancréatite chronique, la gastrite, l'hypertension artérielle, la cardiomyopathie, l'AVC, le syndrome de Wernicke-Korsakoff, la polynévrite, et autres, dont le delirium tremens.
- Qualité du sperme. La consommation d'alcool dégrade les paramètres de qualité du sperme[109] comme le volume, la concentration et la motilité.
- On a longtemps cru, à tort, que « l'alcool donnait des forces » ou qu'il réchauffait. Il s'agirait plutôt des propriétés vasodilatatrices et cardiovasculaires[Lesquelles ?] conjuguées qui produisent une sensation de bien-être.

Globalement, en dépit des quelques effets positifs hypothétiques, l'alcool reste un problème de santé publique majeur dans de nombreux pays du monde.

#### Alcool - différences entre hommes et femmes
Les femmes sont plus sensibles à l'alcool du fait d'un poids corporel moindre, d'une répartition des tissus différente et d'une moindre activité de l'enzyme de dégradation,.

#### Alcool et gain de poids corporel
L'éthanol apporte 7 kcal par gramme, on pourrait s'attendre à ce que les consommateurs connaissent tous un gain de poids proportionnel à leur consommation. Pourtant, les études menées montrent qu'il n'existe que très rarement une corrélation. Plusieurs facteurs sont évoqués, tels que le métabolisme inefficace de l'éthanol, les différences de style de vie, le caractère intrinsèquement toxique de l'alcool.

### Politiques publiques de santé
Dans presque tous les pays du monde il existe un ensemble de règlements limitant ou décourageant la consommation de boissons alcoolisées. Un âge minimum pour acheter de l'alcool, ou pour en consommer, est fréquemment fixé, qui n'est pas toujours celui de la majorité légale (par exemple : 21 ans dans la plupart des états américains). Des taxes d'accise ou assimilées sont prélevées sur les boissons alcoolisées (selon leur catégorie et leur degré d'alcool), celles-ci peuvent être très variables d'un pays à l'autre, même à l'intérieur de l'Union européenne. La consommation et/ou la vente peuvent tout simplement être interdites (cas de certains pays musulmans, mais aussi celui de villes— « dry counties » ou encore de communautés autochtones en Amérique du Nord —). Aux États-Unis, 18 millions de personnes vivent dans de telles villes ou régions. La publicité pour l'alcool peut être interdite, ou limitée (pas de sponsoring par exemple). Un message sanitaire obligatoire (de type « abus dangereux ») doit parfois accompagner les messages promotionnels (obligatoire en France). En France, un message ou un pictogramme visant à décourager la consommation d'alcool par les femmes enceintes a été rendu obligatoire en 2006 sur toutes les étiquettes de boissons alcoolisées, ce pictogramme est très peu visible cependant.
Il existe souvent des organismes officiels de lutte contre l'alcoolisme (en France : l'INPES) et des organismes de sensibilisation à une consommation responsable et à la prévention des excès (au Québec : Educ'alcool), mais d'autres lobbies militent activement en faveur des boissons alcoolisées (en France, par exemple « Vin et société »).

#### Effets sur l'accidentalité routière
Dans certains pays, notamment aux États-Unis en France et dans l'Union européenne, la consommation d'alcool altère la sécurité routière notamment en altérant l'état de conscience du conducteur et les capacités de soin des blessés.
En France, l'alcool est l'une des premières causes de mortalité sur la route :
- l'alcool est responsable de 30 % de la mortalité routière[121] avec des disparités régionales : 37 et 36 % en Bretagne et dans les Pays de la Loire, 44 % en Vendée, 40 % dans les départements d'outre-mer et jusqu'à 61 % dans les collectivités d'outre-mer et la Nouvelle-Calédonie[122] ;
- le risque d'être responsable d'un accident mortel est multiplié par 17,8 chez les conducteurs alcoolisés[121].

Les effets de l'alcool qui à partir du seuil de 0,5 g/l altèrent la capacité de conduire sont :
- champ visuel rétréci ;
- perception du relief, de la profondeur et des distances altérée ;
- sensibilité à l'éblouissement plus importante ;
- vigilance et résistance à la fatigue diminuée ;
- coordination des mouvements perturbée ;
- effet désinhibant de l'alcool amenant le conducteur à sous-évaluer les risques et à surestimer ses capacités[121].

Dans l'Union européenne, la directive (UE) 2015/653 du 24 avril 2015 cherche à limiter cet effet.
Dans l'Union européenne, seuls 1,6 % des distances de trajet sont conduites par des conducteurs ayant 0,5 gramme d'alcool par litre de sang, mais ils produisent 25 % de la mortalité routière.
Pour éviter ces effets, quatre types de politiques publiques sont opérées :
- réduction de la disponibilité de l'alcool ;
- séparation de la conduite et de l'alcool ;
- législation et application ;
- éducation et information.

#### Rejet gouvernemental de l'opération «Janvier sobre»
Connue sous le nom de Dry January à l'étranger, l'opération « Janvier sobre », lancée en 2003 en Grande-Bretagne, est soutenue par les associations de lutte contre l'alcoolisme et tire ses origines du mois sans tabac. Elle est en revanche contestée par les producteurs de vin français. En 2020, évitant de se mettre ces derniers à dos, le gouvernement français a refusé de s'associer à l'opération, à la suite de débats entre les ministères de la santé et de l'agriculture et les industriels du vin.

### En France

#### Consommation
En France, en 2010, pour la catégorie d'âge de 12 à 75 ans, 12,7 % de la population (18,9 % des hommes et 6,9 % des femmes) déclarent consommer de l'alcool tous les jours. Cette pratique est en nette baisse depuis plusieurs décennies,.
Le 10 avril 2014, un baromètre de Entreprise & Prévention (en partenariat avec l'Ifop) indique que les consommateurs quotidiens d'alcool sont principalement des personnes âgées (21 %) et des hommes (18 %). Les Français déclarent boire de l'alcool une fois par semaine (34 %) ou une fois par mois (35 %).
La consommation annuelle moyenne par personne de plus de 15 ans est de 12 litres d'alcool pur, en baisse chaque année depuis 50 ans,.
Les jeunes consomment de l'alcool moins souvent que les personnes plus âgées, mais quand ils en boivent, les quantités sont plus importantes et les conduisent plus souvent à l'ivresse. Les jeunes se distinguent également des adultes par la nature des boissons alcooliques qu'ils consomment. Alors que le vin est la boisson la plus consommée dans la population française, il l'est peu parmi les 15-25 ans. À l'inverse, la bière et les alcools forts sont plus consommés par les jeunes.

#### Dépendance
En France, en 2010, 9 % de la population présenterait des risques de dépendance à l'alcool. L'OMS estime qu'en 2010 environ 208 millions de personnes étaient atteintes d'alcoolisme dans le monde (4,1 % des plus de 15 ans), Les méfaits associés à la consommation d'alcool sont un problème de santé publique de première importance dans nombre de pays. « La première cause d'abus et de dépendance des patients qui se présentent est l'alcool ». Au Royaume-Uni plus de 2,8 millions de buveurs étaient dépendants à l'alcool en 2001 et environ 12 % des américains adultes reconnaissent être ou avoir été dépendant de l'alcool.

#### Mortalité
Le ministère de la Santé et des Solidarités estime que l'alcool est responsable de 40 000 décès chaque année en France (chiffre 2000) et l'alcool est cancérigène, même à faible dose.
En France vers 2007, l'alcool serait responsable de 45 000 décès par an, soit la deuxième cause de « mortalité évitable » après le tabac. L'alcool serait à l'origine de 16 % des décès masculins de 3 % des décès féminins car il est l'un des facteurs d'apparition de nombreuses maladies (cancer du sein, cancer de l'œsophage, troubles mentaux), d'accidents de la route et de violences familiales.
D'après une étude épidémiologique publiée en 2013, l'alcool aurait tué en France, en 2009, 49 000 personnes dont 36 500 hommes (13 % de la mortalité masculine totale) et 12 500 femmes (5 % de la mortalité féminine totale) : 15 000 décès par cancer, 12 000 décès par maladies cardiovasculaires, 8 000 décès par maladies digestives, 8 000 liés à d'autres causes type accidents et 3 000 décès dus à des troubles mentaux ou comportementaux. L'alcool est responsable de 22 % des décès chez les 15 à 34 ans, de 18 % des décès chez les 35 à 64 ans et de 7 % des décès après 65 ans.
Pour la France, il est estimé, pour l'année 2015, que 49 000 décès (toutes causes confondues) sont attribuables à l'alcool, sur un total de 570 000 décès toutes causes confondues.

#### Alcoolisation fœtale
Des politiques publiques d'information visent à réduire l'incidence du syndrome d'alcoolisation foetale, comme l'obligation de mettre un pictogramme ou une phrase d'avertissement déconseillant toute consommation d'alcool pour les femmes enceintes sur les étiquettes de boissons alcoolisées.
Il aurait dans le monde 0,15 % de personnes syndrome d'alcoolisation fœtale. L'Europe serait parmi les régions les plus touchées. Les pays qui présentent la plus grande prévalences sont la Biélorussie, l'Italie, l'Irlande, la Croatie et l'Afrique du Sud.

#### Coût social
En France vers 2007, le coût social de l'alcool est évalué à plus de 37 milliards d'euros (pertes de productivité, pertes de revenus, coût des accidents, etc.). Les dépenses de santé liées à l'alcool s'élèvent à plus de six milliards d'euros. La consommation d'alcool est un facteur important de violences conjugales, d'agressions contre les personnes et de suicide.

#### Parfumerie
En France, vers 2011, les pharmaciens ne souhaitent plus vendre de l'alcool après certains rappels des douanes. Ainsi, le particulier qui souhaite expérimenter ses propres créations de parfums ne peut plus en fabriquer, faute de pouvoir se procurer d'alcool dénaturé sans odeur à 90 ou 96 %.

## Sociologie de la consommation d'alcool

### Consommation traditionnelle et valorisation sociale en Occident
Dans tous les pays d'Europe et d'Amérique la consommation d'alcool est traditionnelle, soit dans un contexte de consommation quasi-quotidienne, soit dans un contexte festif. Les boissons alcoolisées peuvent faire partie intégrante d'une culture locale, dans les régions de production de vin par exemple. Les boissons alcoolisées sont un élément commun des réceptions, sorties entre amis, dîners, etc. La consommation raisonnable de boissons alcoolisées favorise la socialisation, en partie parce qu'elle diminue le stress, les inhibitions et allège la timidité.
Selon les données de l'OMS de 2024, les européens sont le plus gros buveurs d'alcool du monde, avec 9,2 litres d'alcool pur par personne et par an.
C'est également un rituel de passage entre l'enfance et le jeune adulte, dans le contexte d'alcoolisation importante, c'est l'ivresse, l'effet psychotrope qui sont recherchés. La société pose souvent un regard ambivalent vis-à-vis des épisodes de consommation excessive.[réf. nécessaire]

### Civilisations latine et d'Europe du nord
On distingue parfois les civilisations latines — où la consommation de vin est commune (parce qu'il existe une production locale) — et germaniques où la consommation d'alcools distillés et de bière dominent. On observe dans les pays de cultures anglo-saxonne et nordique une tendance récente à une alcoolisation excessive des jeunes adultes (binge drinking).

### Alcoolisme
Les consommateurs de boissons alcoolisées peuvent devenir dépendants du produit, ne plus pouvoir s'en passer alors que les effets délétères se manifestent (perte d'emploi, troubles conjugaux, etc.). C'est l'alcoolisme.

## Alcool dans l'histoire et la préhistoire
Certaines études font remonter la consommation de fruits fermentés par les ancêtres des hominidés à environ 10 millions d'années, la consommation d'alcool aurait selon ces études constitué un avantage compétitif.
Les boissons alcoolisées sont présentes dans la plupart des civilisations de l'Antiquité et auraient contribué à l'émergence de l'agriculture. Les boissons alcoolisées (bière et vin) existent dans l’Égypte ancienne et les civilisations grecque et romaine (mêmes boissons, ainsi qu'hydromel et cidre). Un ou plusieurs dieux leur sont consacrés comme Dionysos et Bacchus, la fermentation produisant de l'alcool s'approchant d'un acte divin. C'est Louis Pasteur qui explique la fermentation du point de vue chimique, au XIXe siècle.
Les boissons distillées, ou « boissons spiritueuses » apparaissent au Moyen Âge, selon des techniques turques, ce qui explique l'étymologie du mot alcool (du mot arabe الكحول al-koħōl). L'alcool distillé permet la confection de vins mutés comme le Porto au XVIIIe siècle, et d'une variété toujours plus importante de boissons alcoolisées aux XIXe et XXe siècles.

## Religion

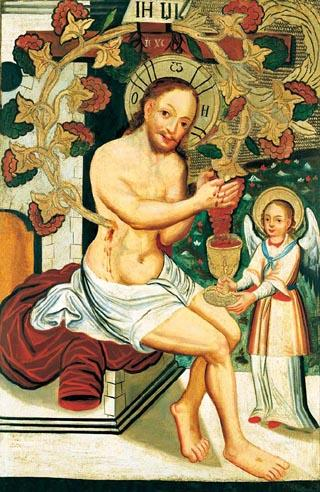
Icône ukrainienne du XVIIIe siècle.

### Christianisme
Le vin tient une place particulière dans le christianisme, représentant le sang du Christ, de même que le pain représente son corps. Il est donc un élément de cérémonie et de symbolique. Il joue notamment un rôle dans les Évangiles au moment des Noces de Cana. Dans les Évangiles, la vigne est utilisée aussi comme une métaphore du Royaume des Cieux : « Moi, je suis la vigne véritable et mon Père est le vigneron » (Jean, 15, 1) : voir aussi la parabole des ouvriers envoyés à la vigne (Matthieu, 20,1-16).
L'alcool participe à certaines évocations dans les messes catholiques. Les catholiques considèrent que le vin devient le sang du Christ dans la consécration opérée lors de la messe célébrée par un prêtre catholique, peu avant la communion, ou sacrement d'eucharistie. Ce dogme est désigné par le terme de transsubstantiation.

### Islam

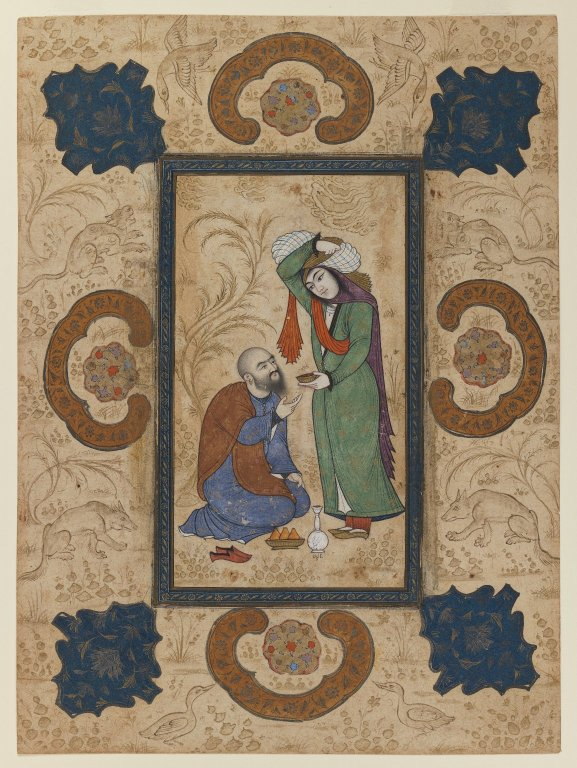
Jeune femme offrant du vin à un sage, dynastie des Séfévides, en Iran, vers 1650
Et des fruits des palmiers et des vignes, vous tirerez une boisson enivrante et un grand bien. Il y a en cela des signes pour un peuple qui réfléchit
(Sourate XVI, 67).

L'alcool consommable est strictement interdit par l'islam, car il affaiblit la conscience du croyant. Il s'agit d'un consensus de l'unanimité des théologiens musulmans. Cependant, cela n'a pas empêché que des habitants vivant dans des pays à majorité musulmane aient produit et produisent encore des boissons alcoolisées, comme le rakı en Turquie, la boukha en Tunisie, le vin au Maroc et en Algérie.
Dans le Coran que le prophète de l'islam, Mahomet, proposa comme règle de vie aux musulmans, au moins quatre sourates font mention du vin (khamr) ou de la vigne (nab). Le vin est proscrit aux croyants au même titre que les jeux de hasard et les pierres divinatoires :

« Ô les croyants ! Le vin, le jeu de hasard, les pierres dressées, les flèches de divination ne sont qu'une abomination, œuvre du Diable. Écartez-vous en, afin que vous réussissiez. Le Diable ne veut que jeter parmi vous, à travers le vin et le jeu de hasard, l'inimitié et la haine, et vous détourner d'invoquer Allah et de la Salât. Allez-vous donc y mettre fin ? »

— (Coran 5:90,91).
Deux autres constatent que le vin peut être un grand bien et un mal. Mais ce dernier est souvent supérieur au bien :

« Ils t'interrogent sur le vin et les jeux de hasard. Dis : « Dans les deux il y a un grand péché et quelques avantages pour les gens ; mais dans les deux, le péché est plus grand que l'utilité ». »

— (Coran 2:219).

« Et des fruits des palmiers et des vignes, vous tirerez une boisson enivrante et un grand bien. Il y a en cela des signes pour un peuple qui réfléchit »

— (sourate XVI, 67).
 Une autre sourate traitant du vin en fait un des délices du paradis promis par Allah : 

« À l'image du paradis, qui a été promis aux fidèles, et où couleront des fleuves d'une eau incorruptible, des fleuves de lait au goût inaltérable, des fleuves de vins exquis. »

— (Coran 47:15).
Contrairement aux idées reçues, l'alcool n'a pas toujours été interdit par l'islam et les théories à ce sujet ont souvent varié. Le verset « Des fruits des vignes et des palmiers, vous prélevez ce qui enivre et l'attribution profitable (d'excellents aliments) » (Coran, 16, 67) fait l'objet de nombreuses interprétations.
De par le fait que le Coran aurait été révélé au prophète Mahomet sur une période d'une vingtaine d'années, c'est sur cette période, en voyant les mauvaises actions que des personnes auraient commises sous l'effet de l'alcool (vin) que progressivement l'alcool fut interdit par l'islam.